# Gunnar Bergner
Gunnar Bergner, född 12 augusti 1878 i Gammalbyn, Burträsk, Västerbottens län, död 1966 i Stockholm, var en svensk apotekare, konsthantverkare, målare och tecknare.
Han var son till grosshandlaren Per Olof Bergner och Alma Helena Baudin och från 1907 gift med Adèle Karlson. Bergner var som konstnär autodidakt och bedrev studier under resor till Danmark, Norge och Finland. Separat ställde han ut i Stockholm 1942 och i Södertälje 1949 samt i de flesta Norrlandsstäderna och han medverkade i ett flertal norrländska samlingsutställningar. Bland hans offentliga arbeten märks två oljemålningar för tingshusen i Sveg och Hede samt porträttet av Henrik Victor Rosendahl för Farmaceutiska institutets kollegierum  och en bronsrelief av Carl Wilhelm Scheele på Kungliga myntkabinettet. Hans konst består av lapplandsmotiv, porträtt, hamnpartier, laxfiske och landskapsmålningar i olja samt skulpturarbeten i trä och brons. Han utgav ett album med tecknade karikatyrbilder.